# Bella Paulista
Bella Paulista é uma padaria de funcionamento ininterrupto na cidade de São Paulo, considerada uma das mais famosas da cidade, muito embora incorpore ainda serviços de casa de laticínios, restaurante e adega. O estabelecimento é bastante movimentado, recebe cerca de 6 mil clientes todos os dias, mas nos finais de semana esse número pode saltar para 9 mil pessoas. Acerca da alta frequência de fregueses no local, a Veja São Paulo ressalta que "o endereço nunca fecha e vive lotado a qualquer hora". No ano de 2012, o faturamento da padaria oscilava entre R$ 1,5 milhão a R$ 1,7 milhão por mês e o ponto tinha então margens de lucro que oscilavam entre 15% em dias normais e 18% quando havia feriados e datas especiais do comércio.

## Histórico
Fundada no dia 6 de agosto de 2002, a Bella Paulista foi uma iniciativa de cinco sócios e está situada à Rua Haddock Lobo, no cruzamento com a Rua Luís Coelho, a um quarteirão da Avenida Paulista. A padaria conta com 1200 metros quadrados, 300 deles apenas para a área de atendimento e no ano de 2012 mantinha 320 funcionários. Acima da padaria localiza se o ginásio do Colégio São Luís.